# Alsophila manniana
Alsophila manniana is een plantensoort uit de familie Cyatheaceae. Het is een rechtopstaande en slanke boomvaren die een groeihoogte tot 6 meter kan bereiken. De schors is stekelig en donkerbruin tot bijna zwart van kleur.
De soort komt voor in tropisch Afrika, van Liberia tot in Kenia en verder zuidwaarts tot in Mozambique en Zimbabwe. Hij groeit daar in vochtige schaduwrijke bossen op hoogtes tussen 1400 en 2300 meter. De boomvaren groeit ook langs stromen in beboste ravijnen.
Het merg en de jonge bladeren van de plant worden gebruikt om lintwormen uit het lichaam te krijgen.

## Synoniemen

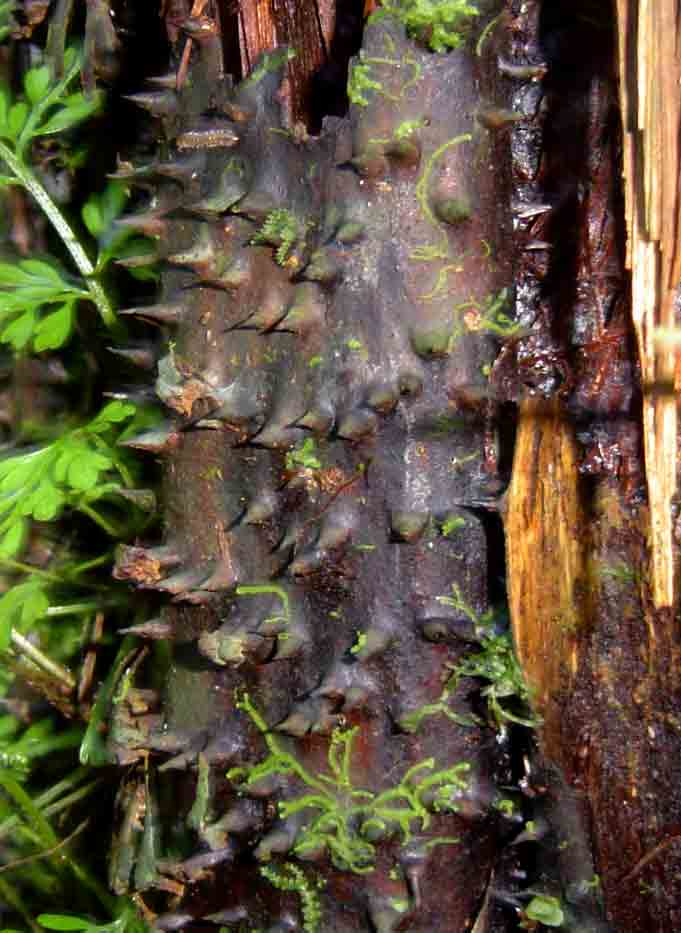
De schors van Alsophila manniana is stekelig

- Cyathea engleri Hieron.
- Cyathea laurentiorum Christ
- Cyathea manniana Hook.
- Cyathea preussii Diels
- Cyathea sellae Pirotta
- Cyathea usambarensis Hieron.